# Corymbia setosa
Espèce
Classification phylogénétique
Synonymes
- Corymbia setosa subsp. pedicellaris K.D.Hill & L.A.S.Johnson
- Corymbia setosa (Schauer) K.D.Hill & L.A.S.Johnson subsp. setosa
- Eucalyptus hispida R.Br. ex Maiden nom. inval., pro syn.
- Eucalyptus setosa Schauer[1]

Corymbia setosa, en anglais rough leaved bloodwood ou desert bloodwood, est une espèce de plantes à fleurs de la famille des Myrtaceae. C'est un petit arbre endémique du nord-est de l'Australie. Il a une écorce brune écailleuse sur le tronc et les branches, une couronne de feuilles juvéniles opposées en forme de cœur, des boutons floraux par groupes de trois ou sept, des fleurs blanches et des fruits sphériques en forme d'urnes plus ou moins sphériques.

## Description
Corymbia setosa est généralement un arbre de 4 mètres, rarement un mallee au tronc épais. Il forme un lignotuber. Son  écorce est brunâtre, rugueuse et profondément écailleuse sur le tronc et les branches. Son houppier est clairsemé. Les jeunes plants et la repousse des taillis ont des feuilles sessiles rugueuses en forme de cœur de 38–78 mm de long et 17–33 mm de large, disposées en paires opposées. Le houppier a des feuilles sessiles disposées en paires opposées, les juvéniles pour la plupart en forme de cœur enserrant la tige, de la même nuance de vert clair terne à vert grisâtre des deux côtés, longues de 27 à 77 mm et larges de 10 à 50 mm.

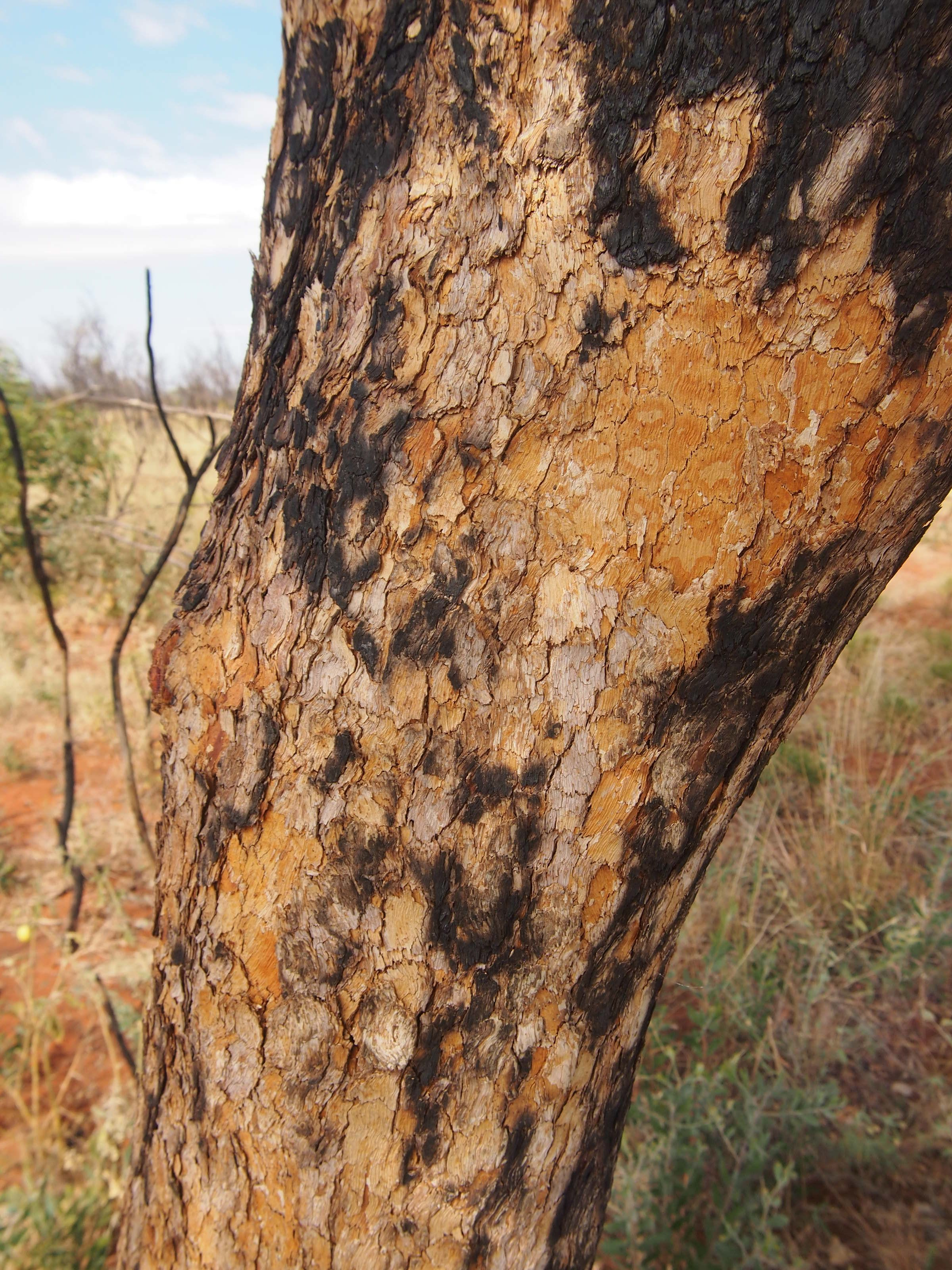
Écorce.
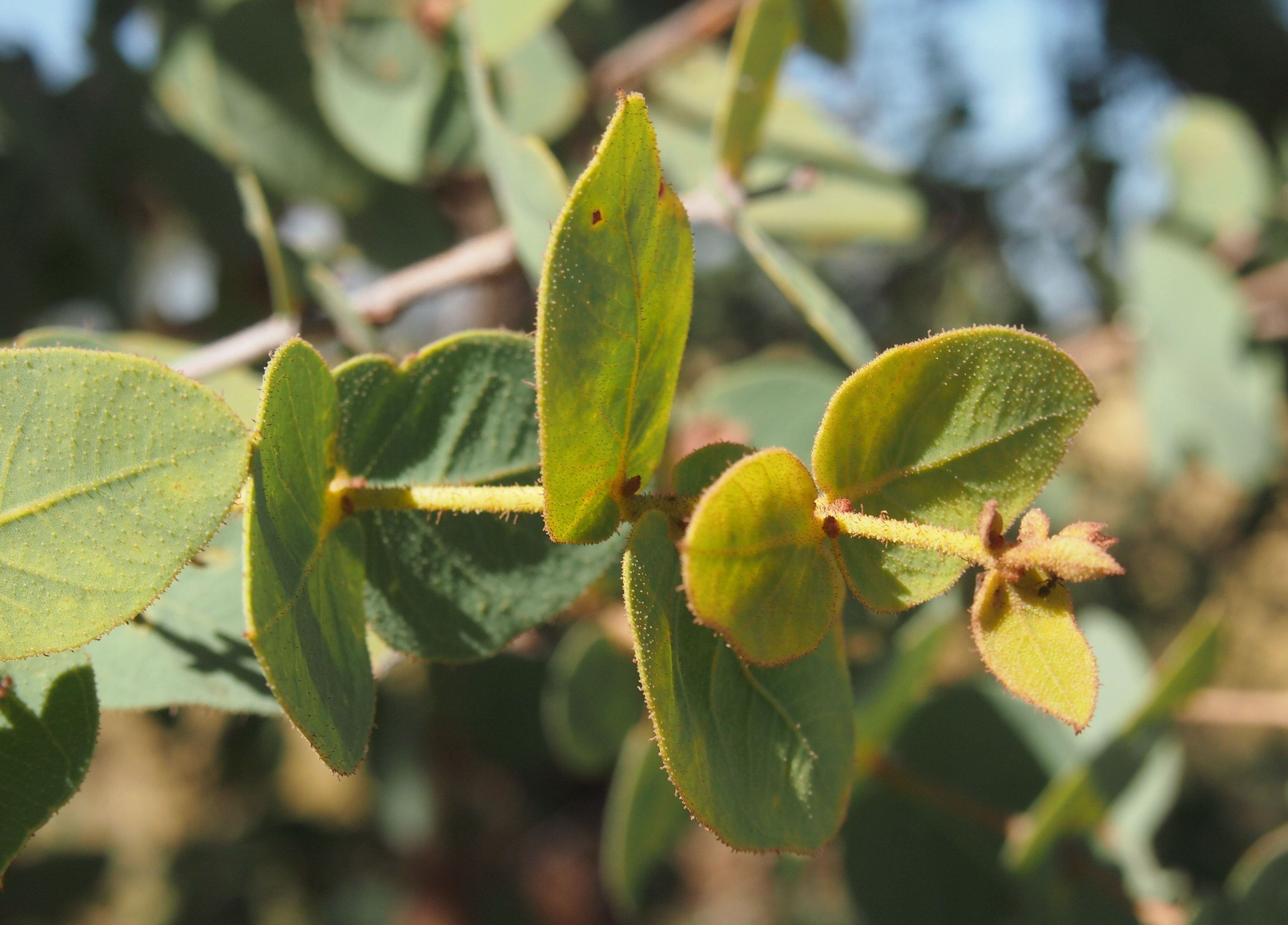
Jeune pousse montrant les feuilles opposées rugueuses.
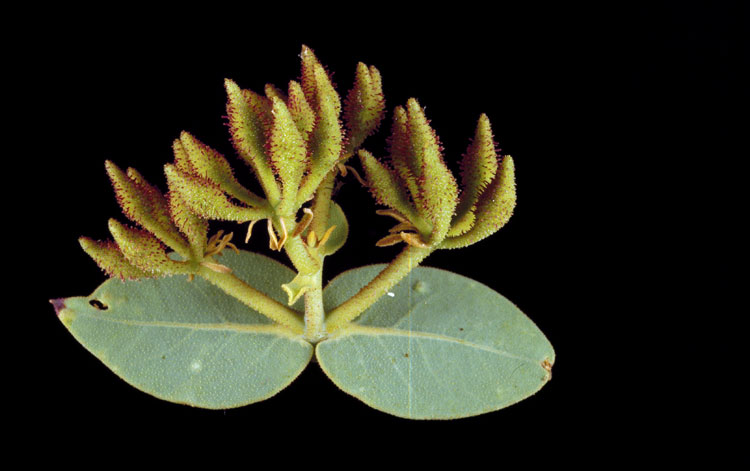
Bouton floral.
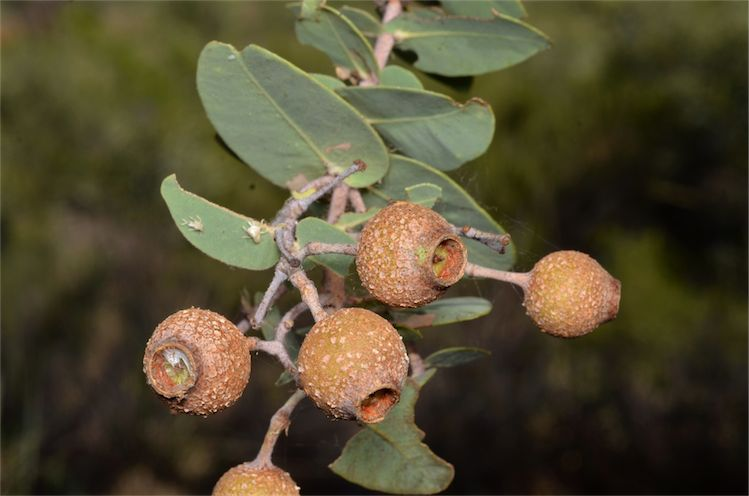
Fruits.

Les boutons floraux sont disposés aux extrémités des rameaux sur un pédoncule ramifié de 3 à 25 mm. Chaque branche du pédoncule a trois ou sept bourgeons sur des pédicelles de 3 à 10 mm de long. Les boutons matures sont en forme de poire, longs de 6 à 12 mm et larges de 5 à 7 mm, avec un opercule à bec. La floraison a été observée en juin, septembre et novembre. Les fleurs sont blanches. Le fruit est une capsule sphérique en forme d'urne plus ou moins raccourcie, longue de 11 à 28 mm et large de 11 à 25 mm, avec les valves enserrées par le fruit,,,,,.

## Taxonomie et dénomination
Cet eucalyptus a été formellement décrit pour la première fois en 1843 par Johannes Conrad Schauer dans le livre de Walpers Repertorium Botanices Systematicae et a reçu le nom d' Eucalyptus setosa à partir de spécimens collectés par Ferdinand Bauer,. En 1995, K.D.Hill et Lawrie Johnson ont changé son nom en Corymbia setosa,. Son épithète spécifique (setosa) vient du mot latin setosus qui signifie « hérissé ».
Dans le même article, Hill et Johnson ont décrit deux sous-espèces, pedicellaris et setosa, mais ces noms ne sont pas acceptés par l'Australian Plant Census (en).

## Distribution et habitat
Corymbia setosa se trouve de Tennant Creek, Daly Waters (en) et Barkly Tableland dans le Territoire du Nord et à l'est dans l'arrière-pays et les îles du golfe de Carpentaria, jusqu'à la région de Musgrave (en) dans la péninsule du Cap York et aussi loin au sud que Barcaldine dans le Queensland.
Il pousse sur les collines rocheuses et les plaines de sable rouge, mais ne s'étend pas aux zones tropicales humides. 
Dans un environnement boisé, les espèces associées comprennent Erythrophleum chlorostachys, Eucalyptus foelscheana, Xanthostemon paradoxus, Eucalyptus confertiflora et Eucalyptus latifolia pour l'étage supérieur et Grevillea decurrens, Gardenia megasperma et Calytrix exstipulata dans le sous-bois à végétation clairsemée.

## Statut de conservation
Cette espèce d'eucalyptus est classée « préoccupation mineure » par la loi de 1992 sur la conservation de la nature du gouvernement du Queensland.